# Hans Adalbert Schweigart
Hans Adalbert Schweigart (* 7. Juli 1900 in Biberberg; † 2. August 1972 in Hannover) war ein deutscher Chemiker und Ernährungswissenschaftler.

## Werdegang
Nach dem Abitur 1918 in Ulm studierte er Chemie in Berlin und München. Er wurde 1924 mit einer Arbeit Über Kartoffelamylase promoviert und arbeitete dann als wissenschaftlicher Mitarbeiter am Robert Koch-Institut in Berlin bei Georg Lockemann. Er wurde – nach mehreren anderen Beschäftigungen – im gleichen Jahr kommissarischer Leiter des Reichsmilchausschusses. Drei Jahre später übernahm er eine Stellung als Hauptabteilungsleiter im Reichskommissariat für Milchwirtschaft.
Schweigart trat 1931 der NSDAP bei. Er war außerdem Mitglied des Nationalsozialistischen Deutschen Dozentenbundes, der Nationalsozialistischen Volkswohlfahrt und der SA. 1935 wurde er zum Leiter des Instituts für Milchwirtschaft an der Universität Berlin berufen und habilitierte sich 1937 mit der Arbeit Der Ernährungshaushalt des deutschen Volkes. In seinen ernährungswissenschaftlichen Schriften bezeichnete er sich Mitte der 1930er Jahre selbst als Nationalsozialisten und vertrat offensiv die Ziele der nationalsozialistischen Ernährungspolitik.
Im Jahre 1935 prägte er den Begriff Vitalstoffe. In seinen Werken zur deutschen Ernährungslage wies er auf Mängel in der Versorgung mit den Vitaminen B1 und C hin, die u. a. durch den Verzehr von Vollkornreis und Vollkornbrot verringert werden könnten.
Schweigart wurde 1942 zum Direktor des Instituts für Vorratspflege und landwirtschaftliche Gewerbeforschung an der Friedrich-Wilhelms-Universität Berlin berufen. Während des Zweiten Weltkrieges beobachtete er unter den deutschen Soldaten des Afrikakorps, dass Schweinefleisch bei der Ernährung in heißem Klima nachteilige Folgen hat. Später entdeckte er das Phänomen des Sauerstoffdefizits bei von Krebs befallenem Gewebe.

## Ab 1945
Nach 1945 fasste Schweigart als Ernährungsachverständiger für Behörden der Bizone schnell wieder Tritt. Im Gegensatz zu anderen Ernährungswissenschaftlern wurden seine Anträge auf Forschungsgelder von der DFG (Deutsche Forschungsgemeinschaft) jedoch abgelehnt. Er galt als wissenschaftlich fragwürdig.
Von 1949 bis 1954 arbeitete Schweigart für die südafrikanische Regierung, zunächst an der „Fruit Research Station“ in Stellenbosch und ab 1951 als Direktor eines Institutes in Pretoria. Zusätzlich war er Berater des Gesundheits- und Ernährungsministers und Mitglied des „Wissenschaftlichen Komitees für Kartoffelforschung“.
Schweigart gründete 1954 die Internationale Gesellschaft für Nahrungs- und Vitalstoff-Forschung (IVG), später umbenannt in Internationale Gesellschaft für Vitalstoffe und Zivilisationskrankheiten. Die IVG entwickelte sich lange vor der Umweltbewegung zu einer prominent besetzten, politisch aktiven Organisation in den Themenbereichen Ernährung, Gesundheit und Umwelt. Unter Schweigarts Präsidentschaft konnte die IVG 17 Nobelpreisträger als Ehrenmitglieder gewinnen. Aus Deutschland waren vor allem ehemalige nationalsozialistische Wissenschaftler Mitglieder, darunter Bruno Gondolatsch, Hans Hoske, Werner Kollath, Karl Kötschau, Fritz Lickint, Helmut Mommsen, Ernst Günther Schenck und Herbert Warning. Albert Schweitzer war in den Jahren 1956–1965 Ehrenpräsident der Gesellschaft. Ihm folgte 1965 Linus Pauling nach.
Schweigart wurde 1964 zum ersten Präsidenten der internationalen Stufe des Weltbundes zum Schutz des Lebens mit Sitz in Luxemburg gewählt. Er widmete sich in diesem Rahmen vor allem allgemeinen Themen wie etwa in seinem öffentlichen Vortrag am 14. September 1970 in Trier mit dem Titel „Lebensschutz oder Untergang“.
Am 12. November 1971 hielt er in der Universität Wien einen Festvortrag „Umweltdisharmonie von heute und Biopolitik von morgen“, in dem er eine Berechnung vorstellte, wonach „die Sauerstoffproduktion bei ungestörter Vermehrung der Menschheit, die sich in 37 Jahren verdoppelt, vom Jahre 2150 an nicht mehr aus der Photosynthese voll gedeckt werden könnte“. Die Zunahme des CO2-Gehalts der Erdatmosphäre „würde bei Verbrennung der noch vorhandenen 400 Milliarden Tonnen fossiler Brennstoffe anstatt der heute verbrauchten 5 Milliarden Tonnen pro Jahr katastrophale klimatische Veränderungen in Hinsicht auf die Erwärmung der Troposphäre zur Folge haben, zum Beispiel Abschmelzen riesiger Eisfelder der Polargebiete mit Ansteigen des Ozeanspiegels und Überflutung großer Landstrecken sowie Veränderung der Meeresströmungen“.
Hans Adalbert Schweigart starb am 2. August 1972 in Hannover. Für den Mitte September 1972 stattfindenden IVG-Kongress hatte er einen Vortrag über die ökologischen Auswirkungen der CO2-Zunahme bis zum Jahre 2200 geplant.

## Veröffentlichungen
- Die Saalfelder Heilquellen, ihre naturwissenschaftliche und medizinische Bedeutung. 1927 o.A.
- Bauerntum und Marktordnung. Eine Bilderfolge von der 1. Reichsnährstands-Ausstellung Erfurt 1934.[12]
- Der Ernährungshaushalt des deutschen Volkes. Deutscher Verlag für Politik und Wirtschaft, Berlin 1937.
- Das physiologische Bild der Butter. Carl Verlag 1956.
- Biologie der Vitalstoffe. Verlag Zauner 1964.